# Jean Béliveau
Joseph Jean Arthur Béliveau, (31 de agosto de 1931 - 2 de diciembre de 2014) fue un jugador profesional canadiense de hockey sobre hielo. Jugó partes de 20 temporadas con la Liga Nacional de Hockey (NHL) Montreal Canadiens de 1950 a 1971. Le apodaron "Le Gros Bill".
Béliveau se encuentra entre los diez mejores jugadores de la NHL. Béliveau jugó profesionalmente por primera vez en la Liga Mayor de Hockey de Quebec (QMHL). Hizo su debut en la NHL con los canadienses en 1950, pero decidió permanecer en la QMHL a tiempo completo hasta 1953.
Béliveau nació en Trois-Rivières, Quebec, Canadá.
En su segunda temporada en la NHL, Béliveau estaba entre los tres primeros anotadores. Fue el cuarto jugador en marcar 500 goles y el segundo en marcar 1.000 puntos. Béliveau ganó dos trofeos Hart Memorial (1956, 1964) y un Art Ross Memorial Trophy (1956), así como el primer Conn Smythe Trophy (1965).
Como jugador, ganó la Copa Stanley 10 veces, y como ejecutivo formó parte de otros siete equipos campeones, la mayor cantidad de victorias en la Copa Stanley de un individuo hasta la fecha. Fue admitido en el Salón de la Fama del Hockey en 1972.
Béliveau murió el 2 de diciembre de 2014 a la edad de 83 años, en Longueuil, Quebec, Canadá, un suburbio de Montreal, por causas desconocidas.